# Rešica
Rešica (en húngaro: Reste) es un municipio de Eslovaquia situado en el distrito de Košice-okolie, en la región de Košice.

## Historia
Su primera mención escrita data de 1319.
Su nombre antes de la Segunda Guerra Mundial era Rešta o Resta. La localidad fue anexada por el Reino de Hungría tras el primer arbitraje de Viena, el 2 de noviembre de 1938, formando parte del distrito de Cserhát-Encs. En 1938, la localidad contaba 504 habitantes de los cuales 6 eran de origen judío. Entre 1938 y 1945, se utilizó el topónimo húngaro Reste. Con la Liberación, el municipio fue reintegrado a la Checoslovaquia reconstituida.

## Demografía
| Año        | 1994 | 2004    | 2014     | 2024  |
| ---------- | ---- | ------- | -------- | ----- |
| Población  | 382  | 363     | 325      | 364   |
| Diferencia |      | −4,97 % | −10,46 % | +12 % |

| Año        | 2023 | 2024    |
| ---------- | ---- | ------- |
| Población  | 352  | 364     |
| Diferencia |      | +3,40 % |